# Висанчани

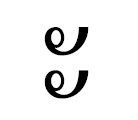

Висанчани или номнанг (тай. วิสรรชนีย์) — внутристрочный постпозитивный диакритический знак тайской и лаосской письменности, обозначает краткий гласный звук и используется в открытом слоге, в закрытом слоге используется майханакат. Из 28-ми тайских гласных висанчани используется в 7-ми. По происхождению висанчани близок деванагрической висарге и бирманскому висабау.